# Texistepec (municipalité)

La municipalité de Texistepec est l'une des 212 municipalités de l'État de Veracruz, au Mexique, et est située dans la partie sud-est de cet État. Elle occupe le versant occidental de la vallée du Río Coatzacoalcos, sur lequel elle s'appuie au sud-est. Elle occupe le flanc occidental de l'isthme de Tehuantepec, couloir de communication entre les océans Atlantique et Pacifique, au sud du golfe du Mexique. Elle fait également partie de la Région Olmeca, qui est l'une des subdivisions administratives de l'État de Veracruz. Son chef-lieu est la ville éponyme de Texistepec, qui se trouve dans la partie nord de son territoire.

## Géographie
La municipalité de s'étend du nord au sud dans la vallée Río Coatzacoalcos, dont elle occupe le versant occidental ; elle est arrosée par le Río Chiquito, l'une des rivières tributaires du Río Coatzacoalcos. Elle est traversée du nord-est au sud-ouest par le couloir de communication ferroviaire qui relie par l'isthme de Tehuantepec les océans Atlantique et Pacifique. Son chef-lieu Texistepec se situe dans la partie nord de son territoire. Celui-ci, d'une superficie de 450,4 km2, était peuplé en 2019 de 22 330 habitants, pour une densité de 46,4 habitants par km2.
La municipalité est limitrophe au nord-ouest de la Jáltipan, à l'ouest de celles de Soconusco, Oluta et Sayula de Alemán, au sud de celle de Jesús Carranza, à l'est de celle de Hidalgotitlán.

## Composition et démographie
La municipalité était composée en 2015 de 177 localités, dont une seule était considérée comme urbaine, les autres étant rurales.
| Localité                          | Population |
| --------------------------------- | ---------- |
| Texistepec                        | 9655       |
| Venustiano Carranza (Peña Blanca) | 1097       |
| San Lorenzo Tenochtitlán          | 1037       |
| Villa Alta                        | 952        |
| Francisco I. Madero               | 605        |
| Reste des localités               | 6853       |
| Total population                  | 20 199     |

En plus de l'espagnol, plusieurs langues amérindiennes sont parlées dans la municipalité, dont les principales sont par ordre d'importance : le popoluca de Texistepec et le nahuatl.

## Histoire

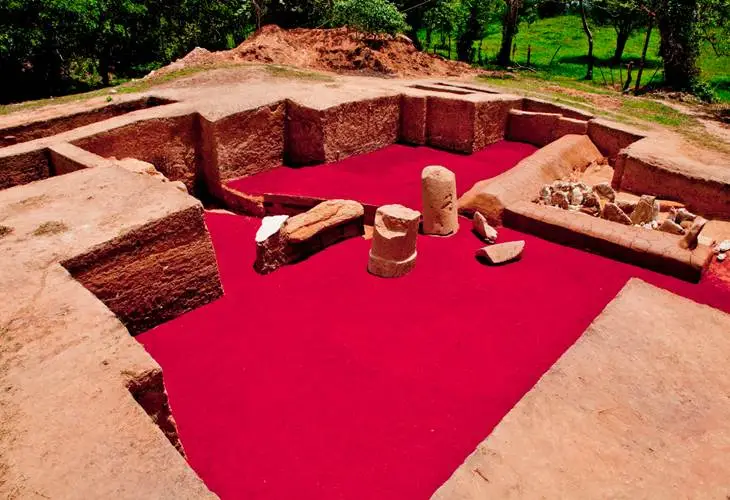
Vue du site de San Lorenzo

La région de Texistepec faisait partie de la zone de peuplement de la civilisation olmèque, et comprend l'un des sites majeurs de cette civilisation, situé dans la localité de San Lorenzo. Il est localement nommé "San Lorenzo Tenochtitlán".
En 1831, San Miguel Texistepec forme une première municipalité, qui est déclarée municipalité libre par le gouverneur de l'État de Veracruz en 1893.
La municipalité est impliquée en 1961 dans un coup d'État ; 250 hommes d'un groupe surnommé les "Huatlistas" seront arrêtés et emprisonnés.

## Économie

### Agriculture et élevage
La superficie des parcelles semées représentait, en 2017 une surface totale de 11 261 hectares, parmi lesquels 10 130 hectares voués à la culture du maïs, 433 hectares voués à la culture du sorgo, et 431 hectares voués à la culture du palmier africain.
En 2017, la production de viande par tonnes comprenait 2606,9 tonnes de viande bovine, 86,6 tonnes de viande porcine, 11,7 tonnes de viande ovine, 21,2 tonnes de volailles et 2 tonnes de dinde. La superficie vouée à l'élevage représentait alors 29 804 hectares.